# Dair (Gugleur)
Dair ist eine osttimoresische Aldeia im Suco Gugleur (Verwaltungsamt Maubara, Gemeinde Liquiçá). 2015 lebten in der Aldeia 502 Menschen.

## Geographie
Dair liegt im Nordwesten des Sucos Gugleur, an der Sawusee. Südlich befindet sich die Aldeia Palistla, östlich die Aldeia Cai-Cassa und nordöstlich die Aldeia Puquelete. Im Westen grenzt Dair an den Suco Vatuboro. Im Süden mündet der Paroho in den Baulu, dem Grenzfluss zu Vatuboro. Die beiden kleinen Flüsse umrahmen den Foho Sesrai, dessen Höhenzug von Süden her bis nach Dair reicht. Am Ostufer des Baulu liegt an dessen Mündung das Dorf Dair. In ihm befindet sich eine Grundschule. Die Überlandstraße an der Nordküste Timors führt durch Dair und über eine Brücke über den Baulu.

## Politik
2023 wurde Boaventura S. de Jesu zum Chefe de Aldeia gewählt.